# Equipe libanesa na Copa Davis
A equipe libanesa na Copa Davis representa o Líbano na Copa Davis, principal competição de tênis masculina por equipes do mundo. É administrada pela Fédération Libanaise de Tennis.